# 比嘉春潮
比嘉春潮（／；1883年1月9日—1977年11月1日），是冲绳史研究者、社会主義运动家、世界语者。

## 生平

### 戰前
1883年，比嘉春潮生于中頭郡西原間切。比嘉出身首里士族，是駱氏支流駱氏比嘉家後裔。
儘管受到親戚屋部憲傳影響，幼年曾在衛理宗受洗成為基督教徒，但深感基督教不足改變沖繩現況，成年後受伊波普猷影響而左傾。1906年，自冲绳师范学校毕业后，比嘉成为小学教师。1910年，受熟人伊波普猷影響，關心冲绳学。隨後，比嘉也结识共產主義者河上肇，对社会主义产生兴趣。
1914年，出任玉城小学校长。1917年，轉任松山小學校長，但比嘉旋於翌年辞去教職，成为《冲绳每日新闻》記者，半年後轉入《冲绳朝日新闻》。1919年，比嘉成为縣府官吏，同年結識堺利彥，倍感需採取直接的政治活動。1921年，結識進行沖繩研究的柳田國男。1923年，辭官前往東京，在仲宗根源和、饒平智太郎介紹下加入改造社，出任出版部主任。上京期間，比嘉春潮師事柳田國男学习民俗学，以柳田民俗學加深自己的冲绳研究。1922年，与伊波等在東京活動的沖繩人一起，參加「南島談話會」 。
1923年9月，關东大地震期間，比嘉春潮住東京淀桥。地震期間，比嘉春朝受到當地自組的右翼自治警組織襲擊。 
1926年，比嘉發表《沖繩本島的神隱》（日语：沖縄本島の神隠し），隨後「南島談話會」於1928年2月中斷，直到1931年7月再開。

### 戰後
战后，1945年，比嘉春潮成为沖繩人聯盟的發起人之一，与其他東京在住的冲绳知识分子组成了冲绳文化研究会，致力推動冲绳研究，及实现冲绳返還。 1947年，沖繩人聯盟會長伊波普猷逝世。 1948年9月，志在承繼伊波普猷，比嘉春潮、仲原善忠與宮良當壯等人離開沖繩人聯盟，重新改組沖繩文化研究會。

### 世界語
师范学校期间，在仲原善忠影響下，比嘉春潮学习世界语，於1917年加入日本世界语协会。1920年代，受到无民族世界语协会的影响，比嘉春潮成为无产阶级世界语运动的核心人物之一。第二次世界大战期间，因日本世界语协会加強迎合時局姿態，比嘉春潮選擇辭去會籍，表示“这不是我想象中的世界语运动”。  战后，比嘉春潮曾發起追悼會，追悼自焚抗议越南战争的世界语者由比忠之進。

## 紀念
沖繩文化協會的沖繩文化學會獎下設立「比嘉春潮獎」，每年獎勵沖繩研究者。

## 作品
- . 沖縄タイムス社. 1959.1970
- . 中公新書. 1969. 1997
- . 勁草書房. 1971.
- . 沖縄タイムス社. 1971-1973.

### 註腳
1. 1 2 3 4 5 6  琉球新報社. . 琉球新報デジタル. 2003-03-01  [2024-11-23] （日语）.
2. 1 2 3 4 5 6  . kotobank （日语）.
3. 1 2 3 4 5 6 7 8 9 10  並松信久.  (PDF).  . 46. 2013-03: 79-112  [2024-11-23]. （原始内容存档 (PDF)于2024-08-07）.
4. ↑  比嘉春潮. .   4. 沖縄タイムス社. 1971-1973.
5. ↑  並松信久.  (PDF).  . 24. 2019-03: 117-163.
6. ↑  西崎 2018，第150頁.
7. 1 2  . 沖縄タイムス＋プラス. 2023-08-29  [2023-09-03].
8. ↑  西崎 2018，第145-146頁.
9. ↑  西崎 2018，第146-147頁.
10. ↑  西崎 2018，第147頁.
11. ↑  西崎 2018，第147-148頁.
12. ↑  西崎 2018，第149頁.
13. 1 2 3  . 琉文21.   [2024-11-23]. （原始内容存档于2020-10-26）.
14. ↑  我部政男. .  . 吉川弘文館. 1996年: P140. ISBN 978-4-642-00515-9.
15. ↑  . 沖縄文化協会.   [2024-11-23] （日语）.
16. ↑  大島義夫; 宮本正男.  . 三省堂. 1974.
17. ↑  . 沖縄文化協会.   [2024-11-23] （日语）.

### 文獻
- 西崎雅夫 (编),  , ちくま文庫（に-19-1）, 筑摩書房, 2018-08-10, ISBN 978-4-480-43536-1